# Quốc lộ 32 (Thái Lan)
Quốc lộ 32 (Tiếng Thái: ทางหลวงแผ่นดินหมายเลข 32) là một tuyến đường quốc lộ ở Thái Lan.
Tuyến đường bắt đầu ở quận Bang Pa-In, tỉnh Ayutthaya tại nút giao với đường Phahonyothin (Quốc lộ 1) và đường vành đai ngoại thành Bangkok, sau đó đi ngang qua các tỉnh Ang Thong, Sing Buri và Chainat, nơi mà tuyến sẽ hợp nhất vào đường Phahonyothin ở ranh giới của tỉnh Nakhon Sawan.
Cho đến giữa thập niên 1990, quốc lộ này vẫn được thu phí. Hai trạm thu phí vẫn còn ở đó cho đến hiện tại, nhưng bây giờ được sử dụng làm tòa nhà hành chính.
So với những tuyến đường khác với cùng một điểm đến, Quốc lộ 32 có hành trình ngắn hơn và nhanh hơn để đi từ Bangkok đến Nakhon Sawan và phía Bắc Thái Lan. Đây là một phần của mạng lưới đường Xuyên Á (AH1, AH2) và đường cao tốc Côn Minh – Bangkok. Từ năm 2008 đến 2009, do lưu lượng giao thông lớn giữa Bangkok và Nakhon Sawan, quốc lộ đã được mở rộng từ 4 làn lên thành 6 làn và một số đoạn được mở rộng thành 8 làn.